# Ctirad Kohoutek
Ctirad Kohoutek (18. března 1929 Zábřeh – 19. září 2011 Brno) byl český hudební skladatel, vědec a pedagog.

## Život
Ctirad Kohoutek se narodil 18.3.1929 v domě svých prarodičů na Tunklově ulici v Zábřehu. Zajímavé je, že jeho dědečkem byl národní buditel a výtečný pedagog František Merta, který působil i jako senátor. Také rodiče se věnovali pedagogické práci, zejména v Podolí u Bouzova, kde mladý skladatel zažil své dětství. Přestože se rodina ještě před okupací odstěhovala do Ostravy, měl Ctirad Kohoutek rodný kraj stále v srdci. A tak sem jezdíval na letní byt a mnoho jeho kompozic vzniklo na chalupě v Hrabové. Také část jeho díla našla inspiraci v místním lidovém folkloru i v textech regionálních autorů.
Pro přesídlení rodiny do Ostravy rodiče mladého muže pochopili, že má nevšední hudební talent, a tak začal studovat na tamním Masarykově ústavu hudby, kde dostal nejen základy interpretace, ale také hudební teorie a tam také vznikla jeho první skladba s názvem Dědečkova polka. Bylo mu 14 let. Kromě toho však navštěvoval i gymnázium, které dostudoval po dalším stěhování rodiny do Kroměříže.
Po maturitě nastoupil mladý muž  - již jako nový obyvatel Brna studoval na brněnské konzervatoři v abiturientském kurzu hudební teorii, základy kompozice a dirigování. Byl přijat na Hudební fakultu Janáčkovy akademie múzických umění v Brně (JAMU) a stal se žákem Jaroslava Kvapila. Současně působil v Moravském tanečním a pěveckém souboru a v souboru Radost v Brně.
Studium kompozice na Hudební fakultě JAMU dokončil v roce 1953. Zůstal na škole nejprve jako asistent a odborný asistent. V roce 1965 se stal docentem skladby a teorie skladby, v roce 1965 vedoucím katedry skladby, hudební teorie a dirigování a v roce 1976 prorektorem pro uměleckou a vědeckovýzkumnou činnost a zahraniční styky. Doktorát filozofie získal na Univerzitě Palackého v Olomouci v roce 1973 a hodnost kandidáta věd na Masarykově univerzitě v Brně v roce 1980.
Absolvoval stáž na Summer school of Music v Dartingtonu u Witolda Lutoslawského (1963) a účastnil se prázdninových kurzů moderní hudby v Darmstadtu u Pierre Bouleze a György Ligetiho.
V letech 1980-1990 působil na pražské HAMU jako profesor skladby. Současně byl ředitelem České filharmonie. Byl členem Asociace hudebních umělců a vědců a místopředsedou Klubu moravských skladatelů (1992-2002).
Pomineme-li drobné kompozice z mládí, začal se Ctirad Kohoutek výrazně skladatelsky realizovat již v rámci studia na JAMU. Jednou z prvních tiskem vydaných prací byla Ukolébavka černošské mámy. Je také autorem festivalové předehry pro festival demokratické mládeže. Po absolutoriu se pustil do studia novodobých skladebných postupů a postupně vytvořil nový směr kompoziční práce – projektovou metodu, kterou nabízel nejen jako prostředek tvorby svým žákům, ale také ji s úspěchem používal v pedagogické práci.
Jeho péčí prošly desítky hudebních skladatelů, z nichž někteří patří ke špičce evropské hudby, jiní působí jako pedagogové. Sám Ctirad Kohoutek komponoval do vysokého věku a zachovalo se po něm rozsáhlé dílo.
Významné je i jeho teoretické dílo, zejména Novodobé skladebné směry v hudbě (1965) a Projektová hudební kompozice (1969). Staly se takřka zásadní učebnicí pro jeho vrstevníky a následující generaci.[zdroj⁠?!]
Jeho bratrem je český astronom Luboš Kohoutek.

## Dílo

### Orchestrální skladby
- Festivalová předehra pro velký orchestr (1955-56)
- Koncert pro housle a orchestr (1958)
- Velký přelom, symfonie pro orchestr (1960/62)
- Symfonické tance pro velký orchestr (1961)
- Symfonieta pro velký orchestr (1962/63)
- Concertino pro violoncello a komorní orchestr (1964-66)
- Preludia pro komorní orchestr (1965)
- Miniatury pro smyčcový orchestr (1966)
- Divadlo světa (Teatro del mondo), symfonická rotace o čtyřech scénách (1968-69)
- Panteon, zvukový obraz pro orchestr (1970)
- Slavnostní prolog pro velký symfonický orchestr (1971)
- Slavnosti světla, cyklus symfonických obrazů pro velký orchestr (1974-75)
- Symfonické aktuality, koncertní fresky pro orchestr (1976/78)
- Pocta životu (Omaggio a vita), monolit pro orchestr (1988-89)
- Jediná naděje, symfonický akvarel pro orchestr (1997)
- Pohledy na člověka, dvě reflexe pro orchestr (1989-97)
- Symfonický tanec pro velký dechový orchestr (2001/2004)

### Jevištní skladby
- Balady z povstání (Jano - Jablíčka malinová). Dvě kantáty na slova Jarmily Urbánkové (1960),
- Za všechny děti (Ukolébavka černošské mámy). Kantáta pro alt, smíšený sbor a orchestr na slova Jiřího Navrátila (1951-52)
- O Kohoutkovi a Slepičce. Dětská opera (1988-89)
- Pátý živel. Melodram pro recitátora a malý orchestr na slova Oldřicha Mikuláška (1962)

### Vokální skladby
- Lyrické texty. Tři písně pro 2 střední ženské hlasy, klavír s bicími nástroji na slova Vladimíry Binarové, Evy Hřibové a Josefa Pavlíka (1976)
- Zrození člověka. Vokální monology pro vyšší mužský a ženský hlas a orchestr (klavír) na texty českých básníků. (1981)

### Komorní skladby
- Suita romantica pro violu a klavír (1957)
- Suita pro dechové kvinteto (1958/59)
- Smyčcový kvartet (1959)
- Rapsodia eroica pro varhany (1963-65)
- Concertino pro violoncello a klavír (1964-66)
- Miniatury pro čtyři lesní rohy (1965)
- Invence pro klavír (1965)
- Memento. Koncert pro bicí a dechové nástroje (1966)
- Panychida. Hudba o dvou zvukových vrstvách pro 2 violy, 2 klavíry, bicí nástroje a magnetofonový pás (1968)
- Tkaniny doby. Zvukové fantazie pro basklarinet (violoncello) a klavír s bicími nástroji (1977)
- Metavariace na dvě moravské lidové písně, pro koncertní akordeon (1978), ČHF, též verze pro varhany (1982)
- Minuty jara. Imprese pro dechové kvinteto (1980)
- Mateníky. Tři skladby pro 2 akordeony. (1991)
- Motivy léta, hudební prožitky pro housle, violoncello a klavír (1990)
- Žerty a úsměvy, novelety pro hoboj, klarinet a fagot (1991)
- V zahradách chrámů Kyota, meditace pro sólový anglický roh (basklarinet) a bicí nástroj (1992)
- Šťastné chvilky, malé album vzpomínek pro dvoje housle (1992)
- Zimní ticha, dojmy a myšlenky pro žesťové a bicí nástroje (1992-93)
- Oživené zátiší, fragment pro sólový lesní roh (1994)
- Podzimní zpěvy, rapsodické souvětí pro smyčcové kvarteto (1994-95)
- Proměny vody, poetické črty pro čtyři flétny (1996)
- Protipóly, duo pro dvě trubky (1998-99)
- Kouzlo dřeva, plastiky Antonína Suchana pro housle a klavír (1999-2000)
- Prvosenky, klavírní črty z mládí (2002)
- Drobné radosti, flétnové věty se smyčcovým kvartetem (2006)
- Doušky z pramenů, duo pro housle a hoboj (klarinet) (2007)

Napsal rovněž řadu skladeb pro smíšený, mužský i ženský sbor a instruktivních skladeb pro různé nástroje.